# Gretha von Jeinsen
Gretha Jünger (née Gretha von Jeinsen le 14 mars 1906 à Hanovre et morte le 20 novembre 1960 à Wilflingen) est une auteure allemande et l'épouse de l'écrivain Ernst Jünger (dans son journal, il la désigne par le nom de Perpetua).

## Biographie
Dans la troupe de théâtre de son gymnasium, elle côtoya Theo Lingen.
De 1925 jusqu'à sa mort en 1960, elle fut l'épouse d'Ernst Jünger.

## Œuvres
- Die Palette – Tagebuchblätter u. Briefe, Dulk Hamburg 1949
- Silhouetten – Eigenwillige Betrachtungen, Ulber  Isernhagen 2005 (Neuauflage),  (ISBN 3-9810126-0-7)

## Source de la traduction
- (de) Cet article est partiellement ou en totalité issu de l’article de Wikipédia en allemand intitulé « Gretha Jünger » (voir la liste des auteurs).